# 朱衡 (嘉靖進士)
朱衡（1512年—1584年），字士南，號鎮山，江西吉安府萬安縣人，民籍。

## 生平
正月二十日生，行一，治《易經》，由縣學生中式江西鄉試第九名舉人，年二十一歲中式嘉靖十一年（1532年）壬辰科會試中式第九十八名，第三甲第七十七名進士。觀工部政，授福建尤溪县知县，调直隸婺源县。升遷刑部主事，升員外郎、郎中。丁憂服闕，復補禮部主客司郎中。嘉靖二十九年（1550年）五月，擢福建提學副使。历四川布政司左参政，復除河南左参政，三十七年十一月升山东按察使，累官山東左右布政使。三十九年五月升都察院右副都御史、巡抚山东，四十年七月升工部右侍郎，改吏部右侍郎，
嘉靖四十四年（1565年）五月升本部左侍郎，六月升南京刑部尚书，未任，八月改工部尚書兼都察院右副都御史、总理河道及漕运事务，與潘季馴共事，以鄒縣知縣章時鸞建議，開挖南運新河，從南陽至留城，長140里。
隆庆元年（1567年）六月，叙治河功，加太子少保，加俸一级。三年正月回工部管事，六年正月，兼任左副都御史经理河工，疏请修筑徐州至宿迁长堤凡三百七十里，并缮治豊沛大黄堤。
神宗继位，隆慶六年六月辅臣高拱特请解除工部尚书朱衡督理河工，改任总理穆宗山陵事务。万历二年（1574年）五月为礼科给事中林景暘论劾，朱衡因再疏乞休，加太子太保，给驿去。不久因明昭陵裬恩门里外砖石沉陷，被革去太子太保。万历十二年去世，十三年正月復贈太子太保。

## 家族
曾祖朱貴，義官；祖朱寵；父朱鵬〔冠帶舍人〕；母陳氏。具慶下，妻劉氏，弟士榮；士隆；士玘；士瑞；士充；士寅，子朱維京（光祿寺少卿建言）。